# Altenreuth (Presseck)
Altenreuth ist ein Gemeindeteil des Marktes Presseck im Landkreis Kulmbach (Oberfranken, Bayern). Altenreuth liegt in der Gemarkung Reichenbach.

## Geografie
Das Dorf liegt auf einem Höhenrücken des Frankenwaldes. Die Kreisstraße KU 24 führt am Schafhof vorbei nach Wartenfels (2,5 km südlich) bzw. nach Reichenbach (1,3 km nordöstlich). Die Kreisstraße KU 34/KC 31 führt nach Wallenfels (3,6 km nördlich).

## Geschichte
Altenreuth wurde als Waldhufendorf angelegt. 1143 wurde es als „Brennenruit“ erstmals urkundlich erwähnt.
Gegen Ende des 18. Jahrhunderts bestand Altenreuth aus zehn Anwesen (7 Fronhöfe, 1 Halbhof, 1 Gut, 1 Tropfhäuslein). Das Hochgericht übte das bambergische Centamt Wartenfels aus. Die Dorf- und Gemeindeherrschaft sowie die Grundherrschaft über sämtliche Anwesen hatte das Amt Wartenfels.
Als das Hochstift Bamberg infolge des Reichsdeputationshauptschlusses 1802 säkularisiert und unter Bruch der Reichsverfassung vom Kurfürstentum Pfalz-Baiern annektiert wurde, wurde Altenreuth zu einem Bestandteil der während der „napoleonischen Flurbereinigung“ gewaltsam in Besitz genommenen neubayerischen Gebiete.
Mit dem Gemeindeedikt wurde Altenreuth dem 1808 gebildeten Steuerdistrikt Wartenfels und der im selben Jahr gebildeten Ruralgemeinde Wartenfels zugewiesen. Am 12. April 1845 entstand die Gemeinde Reichenbach, zu der Altenreuth gehörte. Am 1. Januar 1976 wurde Altenreuth im Rahmen der Gebietsreform in die Gemeinde Wartenfels eingegliedert, die ihrerseits am 1. Mai 1978 nach Presseck eingegliedert wurde.

### Ehemaliges Baudenkmal
- Katholische Kapelle St. Maria, um 1931/32 an Stelle einer älteren Holzkapelle errichtet.[10][5]

### Einwohnerentwicklung
| Jahr      | 001818 | 001819 | 001861 | 001871 | 001885 | 001900 | 001925 | 001950 | 001961 | 001970 | 001987 |
| Einwohner |        | 66     | 114    | 94     | 109    | 94     | 93     | 91     | 64     | 64     | 49     |
| Häuser    | 9      |        |        |        | 22     | 17     | 17     | 16     | 15     |        | 16     |
| Quelle    | [ 8 ]  | [ 12 ] | [ 13 ] | [ 14 ] | [ 15 ] | [ 16 ] | [ 17 ] | [ 18 ] | [ 19 ] | [ 20 ] | [ 1 ]  |

## Religion
Altenreuth ist katholisch geprägt und nach St. Bartholomäus (Wartenfels) gepfarrt.